# Рубцова Ольга Миколаївна
Ольга Миколаївна Рубцова (20 серпня 1909, Москва — 13 грудня 1994, там само) — радянська шахістка: четверта в історії чемпіонка світу (1956-58), гросмейстер серед жінок (1976), міжнародний майстер ІКЧФ серед чоловіків (1973) і жінок (1975), міжнародний арбітр (1964); заслужений майстер спорту СРСР (1952); інженер-ливарник. Переможниця I жіночої шахової Олімпіади у складі команди СРСР (1957). Чотириразова чемпіонка СРСР. Триразова чемпіонка Москви.

## Біографія
У шахи навчилася грати в дитинстві — від батька Н. Рубцова, відомого московського шахіста, який грав на турнірах проти Олександра Алехіна. У 17 років здобула перемогу серед дівчат на масовому молодіжному турнірі, який організувала газета «Комсомольська правда» (1926). 1927 року виграла 1-й чемпіонат СРСР серед жінок.
Впродовж 40 років (1927-67) брала участь у 20 чемпіонатах СРСР: 1931, 1937 і 1949 — 1-і місця; 1936, 1948, 1952 і 1954 — 3-і місця; 1945 — 3-4-е місце. Крім того, у 1935 році перемогла в матчі за звання чемпіонки країни О. Семенову-Тян-Шанську — 7:2 (+6, — 1, = 2). 1965 року виступала на чемпіонаті СРСР разом з дочкою Оленою Рубцовою (Фаталібековою). Триразова чемпіонка Москви (1947 1950; 1953/54 — 1-2-е місце з Н. Войцик).
Учасниця чемпіонату світу (1949/50) — 2-е місце і трьох турнірів претенденток (1952, 1955 і 1959; найкращий результат: Москва, 1955, — 1-е місце).
У 1956 році в матч-турнірі випередила Єлизавету Бикову та Людмилу Руденко і завоювала звання чемпіонки світу.
1957 року очолювала команду СРСР на 1-й жіночій Олімпіаді й набрала 9,5 очок з 14. У 1958 програла в матчі-реванші звання чемпіонки світу Биковій.
З кінця 1960-х років успішно виступала в змаганнях за листуванням; в 1968-72 стала 1-ю чемпіонкою світу (єдина шахістка, що мала чемпіонські титули і в очних, і в заочних шахах). У 2-му чемпіонаті (1972–1977) — поділила 1-2-е місця (з Лорою Яковлевою; поступилася званням чемпіонки за гіршим коефіцієнтом). У складі команди СРСР перемогла в жіночій першості світу за листуванням (1969-79).
Дружина майстра спорту СРСР з шахів Абрама Поляка.
За досягнення в галузі шахів нагороджена Орденом Трудового Червоного Прапора (1957).

## Книги
- Творчество советских шахматисток. (сост. Рубцова, Чудова) — М.: ФиС, 1963. — 200 с.: ил.